# Amphisbaena gracilis
Amphisbaena alba es un saurópsido de la familia Amphisbaenidae endémico del este de Venezuela.

## Descripción
Es una Amphisbaena de tamaño pequeño a mediano, con el hocico redondeado, la cabeza muy ancha, y ligeramente prognata, cubierto por escamas dorsales hasta región de la nuca incluyendo los anillos de los primeros  segmentos del tronco.
Las escamas parietales son grandes y pentagonales en amplio contacto a lo largo de la línea media del cuerpo, presenta dos grandes escamas supralabiales; las infralabiales son dos de muy pequeñas a grandes y uno de cada lado y no presenta escamas malares. Hay 224 a 248 anillos en el cuerpo.
La cola es de largo medio y redondeada presentando reducción gradual de diámetro. Posee cuatro poros largos precloacales de forma suboval.
El color es un uniforme de color marrón oscuro dorsal y ventral, con puntos pálidos en la  superficie de  la sutura cefálica y caudal.

## Distribución
Amphisbaena gracilis únicamente se ha citado en Venezuela, en los estados de Estado Anzoátegui, Bolívar y Delta Amacuro en localidades a lo largo del curso medio del río Orinoco.

## Hábitat
Amphisbaena gracilis se ha encontrado en zonas inundadas, donde presenta una conducta muy escurridiza.